# Deserta obesa
Deserta obesa är en insektsart som först beskrevs av Ball 1909.  Deserta obesa ingår i släktet Deserta och familjen Dictyopharidae. Inga underarter finns listade i Catalogue of Life.